# Exercices Desert Rock

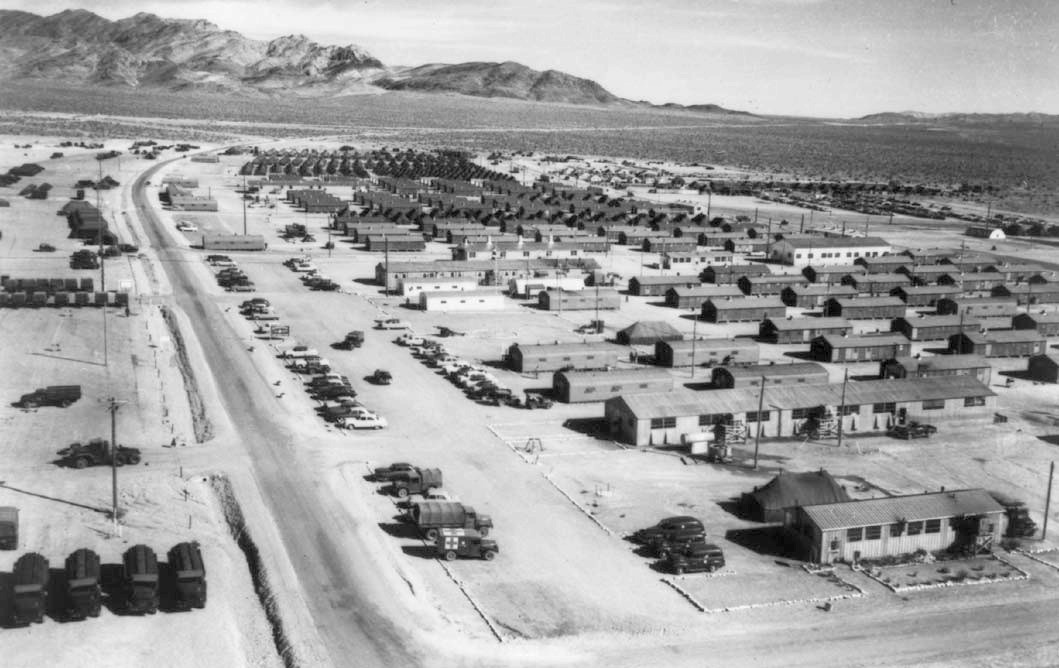
Vue aérienne du camp Desert Rock. Photo prise entre 1951 et 1963.

Desert Rock était le nom de code d'une série d'exercices menée par les forces armées des États-Unis en liaison avec les essais nucléaires atmosphériques. Ces exercices furent réalisés sur le site d'essais du Nevada de 1952 à 1957. Leur but était de former les troupes et d’acquérir des connaissances sur les manœuvres et les opérations militaires sur le champ de bataille nucléaire. Ils comprenaient des programmes d’observation, des manœuvres tactiques et des évaluations des effets des dommages. Le camp Desert Rock fut créé en 1951, à 1,5 mile au sud du camp Mercury. Le site servait à héberger les troupes et à « mettre en scène » du matériel. Le camp cessa d'être une installation militaire en 1964.

## Synthèse

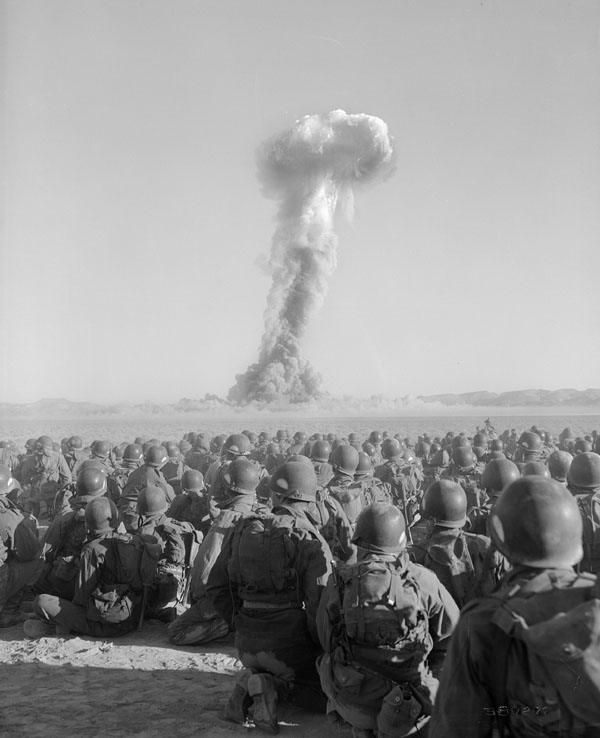
Exercice Desert Rock I, tir Dog le 1 novembre 1951 lors de l'opération Buster-Jangle.

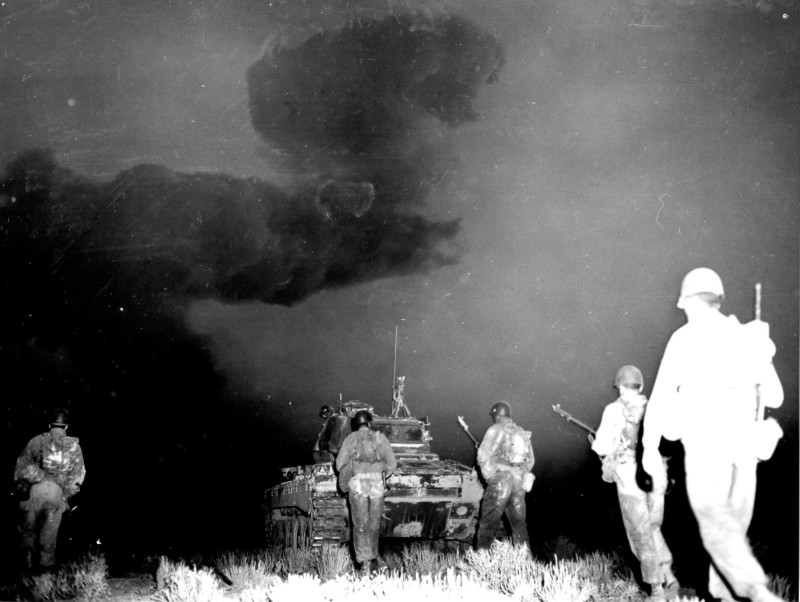
Troupes de la 6e armée des États-Unis lors de l'exercice Desert Rock IV, tir George le 1 juin 1952 lors de l'opération Tumbler-Snapper.

| Exercice               | Série d'essais nucléaires | Date                          | Nombre de participants de la Défense | Personnel de manœuvre tactique |
| ---------------------- | ------------------------- | ----------------------------- | ------------------------------------ | ------------------------------ |
| Desert Rock I, II, III | Opération Buster-Jangle   | 22 octobre - 22 novembre 1951 | 11 000                               | 6 500                          |
| Desert Rock IV         | Opération Tumbler-Snapper | 1er avril - 5 juin 1952       | 11 700                               | 7 400                          |
| Desert Rock V          | Opération Upshot-Knothole | 17 mars - 4 juin 1953         | 20 100                               |                                |
| Desert Rock VI         | Opération Teapot          | 18 février - 15 mai 1955      | 11 700                               | 8 000                          |
| Desert Rock VII, VIII  | Opération Plumbbob        | 24 avril - 7 octobre 1957     | 14 000                               |                                |

## Desert RockI, II, III
Des programmes d'observation furent menés durant les tirs Dog, Sugar et Uncle. Des manœuvres tactiques furent réalisées après l’essai Dog. Des évaluations des effets des dommages furent menées lors des essais Dog, Sugar et Uncle afin de déterminer les effets d'une explosion nucléaire sur du matériel militaire et des fortifications.

## Desert RockIV
Des programmes d'observation furent menés lors des essais Charlie, Dog, Fox et George. Des manœuvres tactiques furent réalisées après les tirs Charlie, Dog et George. Des tests psychologiques furent menés lors des essais Charlie, Fox et George pour déterminer les réactions d’une troupe témoin d’une explosion nucléaire.

## Desert RockV
L'exercice Desert Rock V comprenait des exercices d’orientation et de formation des troupes, un programme d'observation d’officiers volontaires, des manœuvres tactiques de troupes, des essais d'hélicoptères opérationnels et l'évaluation des effets de dégâts. Voici le compte rendu que le soldat de première classe Curtis Sandefur, de la 2e Division des Marines des Forces des Marines de l'Atlantique, stationné au camp Lejeune, en Caroline du Nord, a fait de ce qu'il vit lors de son déploiement au camp Desert Rock, dans le Nevada. Pendant les heures précédentes l’aube, le samedi 18 avril 1953, le soldat Sandefur et quelque 2 100 autres Marines commencèrent à arriver au polygone d'essai du Nevada. Ce dernier est une zone désertique désolée de 1 350 milles carrés (3 496 km2) à peu près plate avec des pics élevés au Nord. Las Vegas se trouve à une soixantaine de miles au sud-est. Cette arrivée précoce donna amplement le temps aux commandants d'unités de donner les dernières instructions avant le tir. Les officiers accompagnant les troupes firent un exposé via un système sonorisé. Ils les informèrent que les niveaux de radiation étaient minimes et parfaitement sûrs. Approximativement 10 minutes avant la détonation, vêtus de leur tenue de combat, les Marines furent placés dans une tranchée de 6 pieds de profondeur à 3 660 mètres au sud du point zéro. Le soldat Sandefur faisait partie des Marines placés sur le côté droit. Quelques minutes avant la détonation, ils s'agenouillèrent et se raidirent contre la paroi avant de la tranchée et reçurent l’ordre de s'abriter. Ils reçurent l'instruction de bien fermer les yeux et de les protéger avec un bras, mais ils devaient encore voir la lumière et sentir la chaleur de l’explosion.
À 4 h 35, heure normale du Pacifique, avec une température au sol de 7,7 °C et une humidité relative de 40 %, un engin appelé Badger explosa au sommet d'une tour d'acier de 300 pieds (91 m) de haut. Il avait une puissance de 23 kilotonnes, soit légèrement supérieure à celle de la bombe larguée sur Nagasaki, au Japon. Le sommet du champignon formé par l'explosion atteignit une altitude de 36 000 pieds (10 973 m). L’essai Badger était le sixième essai de l'opération Upshot-Knothole, série de 11 essais de bombe atomique qui s'est déroulée du 17 mars 1953 au 4 juin 1953. Il impliquait des mouvements de troupes dans le voisinage immédiat de l'explosion afin d'évaluer les effets des radiations sur les troupes et les équipements. Pendant l’essai Badger, le 18 avril, les Marines eurent l'occasion de développer et d'éprouver la capacité des hélicoptères à transporter des troupes après une telle explosion. L'explosion de Badger était si puissante qu'elle perça le sol du désert et provoqua un tremblement de terre. Elle illumina Las Vegas comme en plein jour et fut visible à Los Angeles, qui se trouve à 500 km au sud-ouest.
Une fois l'onde de choc passée, les Marines quittèrent les tranchées, se mirent en formation et se déplacèrent  en formation d'attaque vers les objectifs au nord. Malgré l'épaisseur de la poussière soulevée par l'onde de choc, les Marines voyaient le nuage formé par Badger tandis qu’ils avançaient vers leurs objectifs. Un vent de surface d'environ 10 à 15 nœuds soufflait sur le flanc droit des Marines en provenance du point zéro, au nord-est ; il exposa le soldat Sandefur et d'autres Marines à des retombées radioactives sans précédent et imprévues. Après avoir franchi moins de 460 mètres, ces Marines, exposés à des doses de plus de 3,0 rœntgens, durent quitter les zones contaminées. Dans l’impossibilité de se diriger vers l'objectif assigné, le bataillon se retira dans la zone des tranchées et ne fut pas autorisé à continuer la manœuvre ni à visiter la zone.

## Desert RockVI
Des programmes d'observation furent menés lors des tirs Wasp, Moth, Tesla, Turk, Bee, Ess, Apple 1 et Apple 2. Des manœuvres tactiques furent réalisées après les tirs Bee et Apple 2. Des études techniques furent conduites lors des tirs Wasp, Moth, Tesla, Turk, Bee, Ess, Apple 1, Wasp Prime, Met et Apple 2.
L'essai d'une force opérationnelle blindée, Razor, fut mené lors du tir Apple 2 pour démontrer la capacité d'un bataillon de chars renforcés à prendre un objectif immédiatement après une explosion nucléaire.

## Desert RockVII, VIII
Des manœuvres tactiques furent réalisées après les tirs Hood, Smoky et Galileo. Après le tir Hood, le Corps des Marines effectua une manœuvre impliquant le transport de troupes par hélicoptère et un appui aérien tactique.
Après le tir Smoky, les troupes de l'armée de terre procédèrent à un assaut aéroporté, et lors de l’essai Galileo, les troupes de l'armée furent testées pour déterminer leurs réactions psychologiques à leur présence lors d'une explosion nucléaire.